# Slavjanský rajón
Slavjanský rajón (rusky Славянский район) je jedním z rajónů Krasnodarského kraje v Rusku. Jeho administrativním centrem je město Slavjansk na Kubani. V roce 2017 zde žilo 132 468 obyvatel.

## Geografie
Rajón leží na západě Krasnodarského kraje u pobřeží Azovského moře. Jeho rozloha je 2 199 km². Skládá se z 15 samosprávných obecních obvodů, z toho je jeden městský a 14 vesnických.
Sousední rajóny:
- sever – Primorsko-Achtarský rajón
- severovýchod – Kalininský rajón
- východ – Krasnoarmejský rajón
- jih – Krymský rajón
- západ – Temrjukský rajón